# 月球隕落
《月球隕落》（英語：Moonfall）是一部2022年美國、英國和中國合拍的科幻災難片，由羅蘭·艾默瑞奇執導並與哈洛德·克羅瑟和史賓賽·柯恩（Spenser Cohen）共同編寫劇本，主演陣容包括荷莉·貝瑞、派翠克·威爾森、約翰·布拉德利、麥可·潘納、查理·普拉瑪、于文文及唐納·蘇德蘭。劇情講述一股神祕的力量將月球從其繞地球的軌道上拉開，使月球朝著地球邁進，即將造成人類滅絕。撞擊發生前僅幾週，美国国家航空航天局（NASA）找來前太空人及同事前往太空執行一場艱難任務；他們得將愛人拋在了腦後，冒著一切風險降落在月球表面，以使地球免於滅絕。
電影定於2022年2月4日美國上映，口碑褒貶不一，票房失利。

## 剧情
2011年，太空人布赖恩·哈柏、杰辛达·“裘”·福勒和新人马库斯登上航天飞机，到外太空修复轨道卫星。任务期间，哈珀目睹一群神秘的黑色物体袭击了卫星，马库斯不幸身亡，福勒陷入昏迷，幸好哈珀及时回到太空梭控制局面。哈珀成功駕駛太空梭返回地球，被誉为英雄。他告诉大家真相，结果卻被Nasa否认。经过18个月的漫长调查，结果显示事件由人为疏忽导致，但大部分人都不相信哈珀的说法。福勒想在听证会上为哈珀辩护，但没有成功，哈珀最终被解雇。
10年后，主张月球是人造巨型结构的阴谋论者K·C·赫斯曼偷偷利用望远镜进行研究，发现月球轨道越来越靠近地球。赫斯曼把结果告诉给哈珀，但他不相信，于是在社交媒体公开。此时航空航天局也经过独立研究发现了这个异常现象，于是发射SLS Block 2前去调查。执行任务的三位宇航员在月球上的一个千米深的人工洞放入探测器，没多久就被10年前那群神秘物体袭击而丧命。
随着月球轨道不断靠近，各种毁灭性的自然灾难接连出现在地球，包括海啸、地心引力异常及大气层耗散。如今是航空航天局副局长的福勒了解到阿波罗11号登月时月球表面出现异常，宇航员无线电通话有两分钟中断，其中内容谈及太空飞船抛弃燃料箱的时候月球发出强烈的共振，证明月球是空心的。随后出现代号ZX7的军事计划，目标打造电磁共振武器消滅神秘物体，但因成本原因而遭废除。福勒下令取得电磁共振武器，从加州科学中心搬来已经退役的奮進號太空梭，用来执行摧毁任务。哈珀、赫斯曼和福勒启动太空梭，在海啸袭击范登堡太空基地前发射升空。
机组人员进入月球内部，发现神秘物体正在吸取月球中心白矮星的能量，造成月球因能量耗尽产生轨道偏移。哈珀發現月球这个人造巨型结构由人类的祖先所建造，他们的技术比如今的人類后代們要先进得多。他们在几十亿年前制造这个月球，把它当成方舟，用来填补被失控的人工智能殺死的人口。而月球上的神秘物体就是人工智能，會对有机生命及电子信號产生反应並襲擊。随着月球不断接近地球，美国总统授权參謀長聯席會議主席珍金斯将军对月球發动核打击，但美国空军参谋长道格·戴维森将军拒绝执行，希望用自己的生命換取前妻福勒，还有哈珀和豪斯曼能成功完成任務。
与此同时，哈珀儿子桑尼、福勒儿子吉米和他们的保姆米歇尔赶往戴维森在科罗拉多州的军事堡垒避難。他们抵达亚斯本，与哈珀的前妻、桑尼的妈妈布伦达及其家人团聚，结果陷入月球接近所造成的灾难。一行人与其他幸存者抢在致命天災再度来襲前成功进入地堡。而布伦达的丈夫汤姆为拯救小女儿，不幸因月球引力所造成的大气层耗散窒息而死。
哈柏以电磁武器和登月舱將神秘物体誘离月球，之后赫斯曼引爆武器和人工智能同歸於盡，让福勒和哈珀得以逃脱。月球能量恢复後重回正常轨道，地球得以倖存。福勒和哈珀回到地球後与桑尼、吉米、米歇尔和布伦达团聚。而月球管理系统掃描了赫斯曼的意识，並以赫斯曼母亲的樣貌向他表示：為防範其他神秘物体再度來襲，該開始準備拯救地球。

## 演員
- 荷莉·貝瑞飾演潔辛達·「裘」·芙樂（Jocinda "Jo" Fowler）
- 派翠克·威爾森飾演布萊恩·哈柏（Brian Harper）
- 約翰·布拉德利飾演KC·赫斯曼（KC Houseman）
- 麥可·潘納飾演湯姆·羅佩茲（Tom Lopez）
- 唐納·蘇德蘭飾演霍爾德菲爾德（Holdenfield）
- 查理·普拉瑪飾演索尼·哈柏（Sonny Harper）
- 于文文飾演蜜雪兒（Michelle）
- 艾米·伊庫瓦克（英语：Eme Ikwuakor）飾演道格·戴維森（Doug Davidson）
- 卡洛琳·巴特查克（英语：Carolina Bartczak）飾演布蘭達·羅佩茲（Brenda Lopez）
- 麥克辛·羅伊（英语：Maxim Roy）飾演蓋布瑞·奧克萊爾上尉（Captain Gabriella Auclair）
- 史蒂芬·博格特（Stephen Bogaert）飾演艾伯特·哈金斯（Albert Hutchings）

## 製作
2019年5月，據報導，羅蘭·艾默瑞奇將執導兼編劇一部關於月球撞地球的電影，預算定為1.5億美元，使其成為史上最昂貴的獨立投資電影。狮门獲得了電影的美國發行權，AGC製片室（AGC Studios）負責國際發行。
2020年5月，喬許·蓋德和荷莉·貝瑞簽約參演，派翠克·威爾森與查理·普拉瑪於6月加入。史丹利·圖奇、約翰·布拉德利、唐納·蘇德蘭和艾米·伊庫瓦克加入演出陣容，其中布拉德利用於取代因日程衝突而退出的蓋德。原本計劃於2020年春季進行主要拍攝，之後延至2020年10月在蒙特利尔開始。麥可·潘納、卡洛琳·巴特查克、麥克辛·羅伊和史蒂芬·博格特（Stephen Bogaert）於2021年1月確認演出；其中圖奇因COVID-19限制出境而退出，改由潘納取代其職務。

## 發行
2021年5月，官方宣布電影定檔2022年2月4日於美國上映。

### 评价
汇总媒体烂番茄根据182条评论打出32%的腐烂度，平均得分4.4/10，网站共识写道：“《月球坠落》是好是坏，取决于你对B级片的容忍度。但换句话说，这是一部彻头彻尾的艾默里奇风格灾难惊悚片。”Metacritic根据44条评论打出41/100的加权平均分，表示“褒贬不一或口碑平平”。

### 票房
在美國，《月球隕落》與《無厘取鬧4》一起發行，外界預估首映週末能從3446間影院獲得800萬至1100萬美元的票房收入，《Boxoffice Pro》雜誌預估首映三天票房將達到900萬至1400萬美元。本片上映首日賺取350萬美元，其中包括週四晚間預售的70萬美元。週四約有300多間影院因影響美國中西部大部分地區的暴風雪影響而關閉。電影首週票房開出1000萬美元，位居當週票房亞軍。
在美國和加拿大之外，這部電影在首映週末的海外票房收入估計為937萬美元。
| 上一届： 《我吃了那男孩一整年的早餐》 | 2022年台北週末票房冠軍 第6週         | 下一届： 《尼羅河謀殺案》         |
| 上一届： 《新蝙蝠侠》                 | 2022年中国内地一周票房冠军 第12-13週 | 下一届： 《怪獸與鄧不利多的秘密》 |

## 外部連結
- 互联网电影数据库（IMDb）上《月球隕落》的资料（英文）
- Box Office Mojo上《月球隕落》的资料（英文）
- AllMovie上《月球隕落》的资料（英文）
- 爛番茄上《月球隕落》的資料（英文）
- Metacritic上《月球隕落》的資料（英文）
- 豆瓣电影上《月球隕落》的資料 （简体中文）
- 时光网上《月球隕落》的資料（简体中文）
- 開眼電影網上《月球隕落》的資料（繁體中文）
- Yahoo奇摩電影上《月球隕落》的資料（繁體中文）